# Due satiri
Due Satiri è un dipinto a olio su tavola (76x66 cm) realizzato tra il 1618 ed il 1619 dal pittore Peter Paul Rubens.
È conservato nella Alte Pinakothek di Monaco.